# 모스크바주의 행정 구역
다음은 모스크바주의 행정 구역에 관한 설명이다.
모스크바 주는 2010년대 행정 구역 개편을 거쳐 사실상 모든 지자체가 도시 구역들로 통합, 편성되어 있다.

## 행정 구역

### 통합 도시 구역
- 발라시하(Балашиха)
- 비드노예(Видное)
- 볼로콜람스크(Волоколамск)
- 보스크레센스크(Воскресенск)
- 드미트로프(Дмитров)
- 도모데도보(Домодедово)
- 예고리옙스크(Егорьевск)
- 자라이스크(Зарайск)
- 이스트라(Истра)
- 카시라(Кашира)
- 클린(Клин)
- 콜롬나(Коломн)
- 크라스노고르스크(Красногорск)
- 로시노페트롭스키(Лосино-Петровский)
- 루호비치(Луховицы)
- 류베르치(Люберцы)
- 모자이스크(Можайск)
- 미티시(Мытищи)
- 나로포민스크(Наро-Фоминск)
- 노긴스크(Ногинск)
- 오딘초보(Одинцово)
- 오레호보주예보(Орехово-Зуево)
- 라블롭스키포사트(Павловский Посад)
- 포돌스크(Подольск)
- 푸시키노(Пушкино)
- 라멘스코예(Раменское)
- 루자(Руза)
- 세르기예프포사트(Сергиев Посад)
- 세르푸호프(Серпухов)
- 솔네치노고르스크(Солнечногорск)
- 스투피노(Ступино)
- 탈돔(Талдом)
- 프랴지노(Фрязино)
- 체르노골롭카(Черноголовка)
- 체호프(Чехов)
- 샤투라(Шатура)
- 숄코보(Щёлково)
- 엘렉트로스탈(Электросталь)

### 단일 도시 구역
- 브론니치(Бронницы)
- 제르진스키(Дзержинский)
- 돌고프루드니(Долгопрудный)
- 두브나(Дубна)
- 주콥스키(Жуковский)
- 코롤료프(Королёв)
- 코텔니키(Котельники)
- 로브냐(Лобня)
- 릿카리노(Лыткарино)
- 프로트비노(Протвино)
- 푸시노(Пущино)
- 레우토프(Реутов)
- 힘키(Химки)
- 엘렉트로고르스크(Электрогорск)

### 통합 읍 구역
- 로토시노(Лотошино)
- 세레브랴니예프루디(Серебряные Пруды)
- 샤홉스카야(Шаховская)

### 폐쇄 도시구역
- 블라시하(Власиха)
- 보스호트(Восход)
- 즈뵤즈드니고로도크(Звёздный городок)
- 크라스노즈나멘스크(Краснознаменск)
- 몰로됴즈니(Молодёжный)

## 같이 보기
- 모스크바주
- 모스크바